# ドンガラ県
ドンガラ県(ドンガラけん、インドネシア語: Kabupaten Donggala)はインドネシアの中部スラウェシ州に位置する県。県都はバナワ。
バナワは中部スラウェシ州の州都であるパルから34kmほど、時間にして30分程度の位置にある。首長はHabir Ponulele。
県は2010年の調査で10,472km2の面積を持ち、人口は27万7236人であった。県は北緯0度30分、南緯2度20分まで、東経119度45分、121度45分までの範囲の赤道直下に位置している。
2002年の第10号法でパリギ・モウトン県が、2008年の第27号法でシギ県がそれぞれ分離している。2018年9月28日マグニチュード7.5の地震がパル湾の対岸で発生し、パル湾を津波が襲い、多数の死傷者が出た。

## 自治体

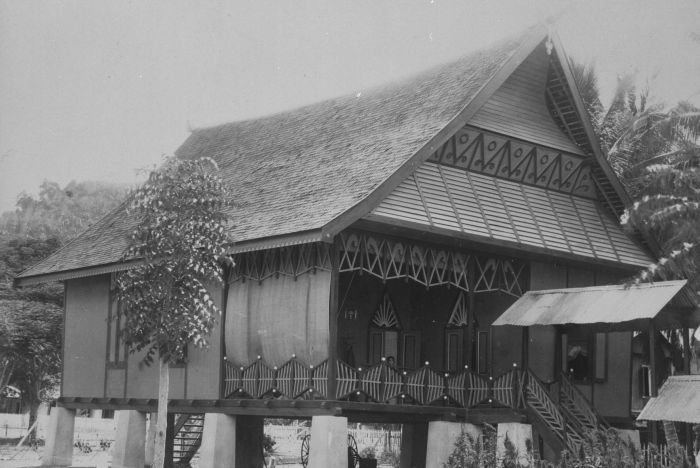
ドンガラ統治者の家、1930年

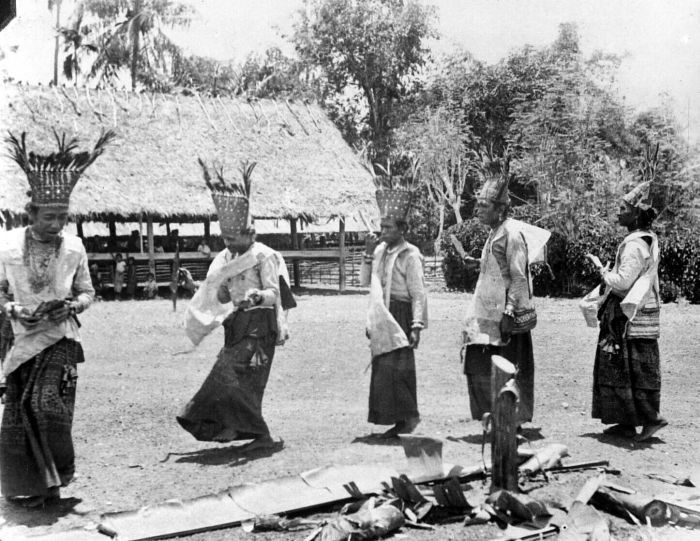
Bora te Biromaru村で儀式を行う神官

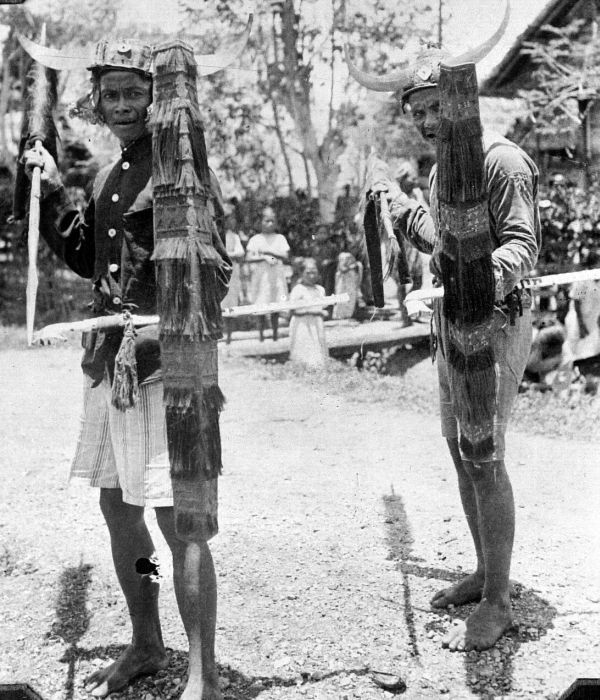
Bora te Biromaru村でチャカレレ ダンス

1904年のヨハネス・ベネディクトゥス・ファン・ヒューツ総督下の管理開始まで、この地域ではPalu、Sigi Dolo、Kulawi、Biromaru、Banawa、Tawaili、Parigi、Moutongの8つの小王国が存在した。
2010年にはドンガラ県は16の郡（kecamatan）からなっていたが、2013年には21郡に増加した。また、県内に287村/小地区が存在する。

### 2010年
2010年度は以下の16地区に分かれており、人口は以下のようであった
| 名称                           | 人口 2010年 |
| ------------------------------ | ----------- |
| Balaesang                      | 22,796      |
| Balaesang Tanjung              | 10,350      |
| Banawa                         | 32,018      |
| Banawa Selatan (South Banawa)  | 23,677      |
| Banawa Tengah (Central Banawa) | 10,072      |
| Damsol                         | 28,938      |
| Labuan                         | 13,319      |
| Pinembani                      | 5,936       |
| Rio Pakava                     | 21,820      |
| Sindue                         | 18,436      |
| Sindue Tobata                  | 8,775       |
| Sindue Tombusabora             | 11,320      |
| Sirenja                        | 20,206      |
| Sojol                          | 25,419      |
| Sojol Utara (North Sojol)      | 9,356       |
| Tanantovea                     | 15,182      |

### 2013年
2013年には以下の地区が存在する
- Balaesang
- Balaesang Tanjung (Balaesang Cape)
- Banawa
- Banawa Selatan (South Banawa)
- Damsol
- Dolo
- Dolo Selatan (South Dolo)
- Gumbasa
- Kulawi
- Kulawi Selatan (South Kulawi)
- Labuan
- Marawola
- Pipikoro
- Palolo, Sulawesi
- Rio Pakava
- Sigi-Biromaru
- Sirenja]
- Sojol
- Tana Mbulava
- Tana Ntovea (Tanantovea)
- Tawaeli

## 観光
ダイビングやシュノーケリングの拠点としてタンジュン・カランビーチ(Pantai Tanjung Karang)が整えられている。また、県内にロレ・リンドゥー国立公園があり、ピグミーメガネザルなどさまざまな希少生物が生息している。

## 註
1. 1 2 3 4 5  “Rencana Pembangunan Jangka Panjang (Long-Term Development Plan)” (Indonesian).   Bagian Humas Pemkab Donggala (Public Relations Department, Donggala Regency). 2014年7月28日時点のオリジナルよりアーカイブ。2016年3月29日閲覧。
2. ↑  “Sejarah Kabupaten Donggala (History of Donggala Regency)” (Indonesian).   Bagian Humas Pemkab Donggala (Public Relations Department, Donggala Regency). 2014年7月28日時点のオリジナルよりアーカイブ。2016年3月29日閲覧。
3. ↑  Vickers, Adrian (2013). A History of Modern Indonesia (second ed.). Cambridge, England: Cambridge University Press. p. 14. ISBN 978-1-107-01947-8
4. 1 2  Biro Pusat Statistik, Jakarta, 2011.

座標: 南緯0度41分40秒 東経119度43分50秒 / 南緯0.69444度 東経119.73056度